# Ананія Ширакаці
Ана́нія Ширака́ці — вірменський вчений 7 століття.

## Життєпис
Подорожував країнами Сходу, навчався в Трапезунді.

## Праці
Автор праць з математики, космографії і географії.
У підручнику з математики подав відомості про арифметичні та геометричні прогресії. В працях з космографії пояснював природу сонячних і місячних затемнень. В основу розуміння природи Ананія Ширакаці поклав античне матеріалістичне вчення про чотири елементи.